# Maison-Dieu de Châtillon-sur-Thouet
La Maison-Dieu de Châtillon-sur-Thouet est un édifice religieux, protégé des monuments historiques, situé à Châtillon-sur-Thouet dans le département français des Deux-Sèvres.

## Histoire
L'ancienne église est classée au titre des monuments historiques en 1924, le reste de la maison-Dieu étant inscrit en 1927.

## L'église de la Maison Dieu
Le prieuré de la Maison Dieu accueillait les pèlerins et les malades à l'entrée nord de la ville de Parthenay.

### Le prieuré
L'église de la Madeleine est fondée en 1174 par Guillaume IV, seigneur de Parthenay, à son retour de pèlerinage. Elle faisait partie d'un prieuré dont les bâtiments conventuels ont été détruits. À l'extérieur, le mur nord conserve les départs des voûtes sur croisées d'ogives qui couvraient les galeries entourant le cloître. Leur style permet de les dater du XIVe siècle.

### L'église romane
L'église a été édifiée au XIIe siècle. Elle présente un plan très simple. La nef unique de deux travées s'ouvre sur un chœur prolongé d'une abside arrondie dont le décor peint roman a été restitué. Ce décor très simple simule un mur en pierres de taille sur l'enduit (appareil de faux joints).

### La Maison Dieu
Le prieuré prit le nom de Maison Dieu après l'annexion d'une aumônerie voisine, constituée d'une salle d'accueil pour les pauvres, avec une chapelle et un cimetière qui leur étaient réservés. Les moines, qui vivaient sous la règle de saint Augustin, en avaient la charge, assurant les soins des malades et distribuant l'aumône aux pauvres. Au début du XVIe siècle, la salle des malades est confiée à la ville, devenant ainsi le premier hôpital civil de Parthenay. Elle est transférée dans la citadelle au XVIIe siècle.